# Eric Ruuth

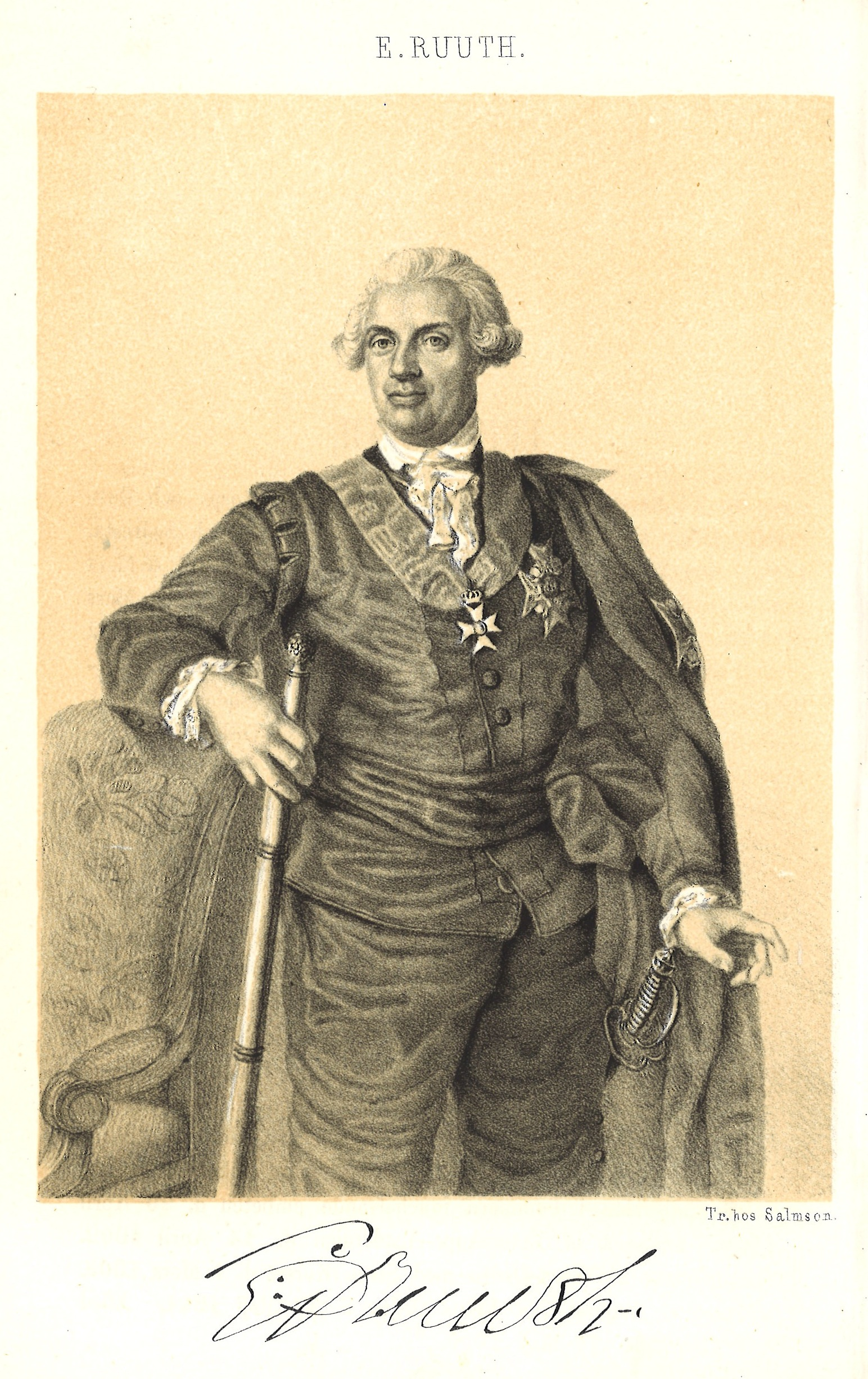
Eric Ruuth

Eric Ruuth (* 24. Oktober 1746 in Stockholm; † 25. Mai 1820 ebenda) war ein schwedischer Graf, Politiker und Marschall.

## Leben

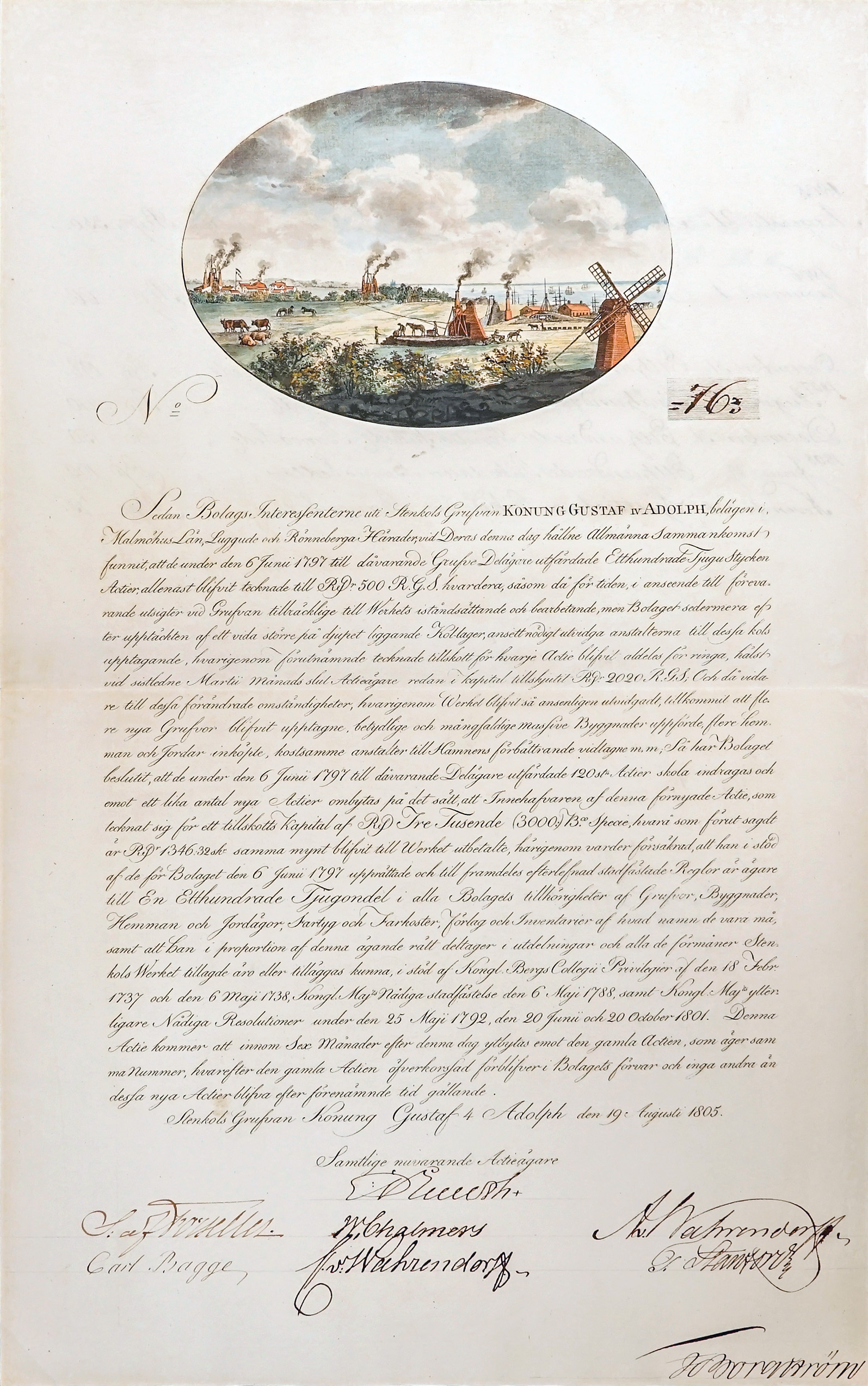
Aktie des Steinkohlenbergwerks König Gustaf IV. Adolph über 3.000 Riksdaler Specie, ausgegeben am 19. August 1805, im Original unterschrieben u. a. von den Gründern Eric Ruuth und William Chalmers. Eines der ältesten schwedischen Unternehmen, heute Höganäs AB.

Eric Ruuth war der Sohn des Reichsrats und Vizeadmirals Gustaf Ruuth in Finnland (1697–1757) und der Baroness Ebba Sjöbladh Christina. Er bekam eine frühe Ausbildung in der Armee. Schon im Alter von elf Jahren wurde Ruuth Kadett in Karlskrona und danach in verschiedenen Regimentern. 1768 verließ er die Armee mit dem Dienstgrad Kapitän, um am Hof Gustav III. zu leben. Eric Ruuth gehörte zur Gruppe der gustavianerna. Für seine Verdienste wurden er und sein Bruder 1777 zum Freiherrn ernannt; 1786 wurde er Erster Hofmarschall.
Sein Schwiegervater weckte das Interesse Ruuths an der Wirtschaftspolitik; 1786 wurde er Staatssekretär für Finanzen. Ruuth war für die Finanzierung des Russisch-Schwedischen Krieges (1788–1790) zuständig. Dafür lieh er Geld aus dem Ausland; dies führte zur Erhöhung der öffentlichen Verschuldung und wurde ihm als ein kompletter Misserfolg ausgelegt. Ruuth war gehalten persönlich dafür zu haften. 1790 wurde Ruuth als Finanzminister entlassen. Obwohl er stattdessen zum Statthalter auf Schloss Drottningholm ernannt wurde, war sein Ruf beschädigt. Er stand aber weiter auf des Königs Seite und wurde 1792 lantmarskalk im Reichstag und zum Grafen ernannt.
Nach der Ermordung Gustav III. kam es zu Konflikten mit der Gruppe der anti-Gustavianischen Strömung speziell in Person Gustaf Adolf Reuterholms. Der Konflikt erreichte seinen Höhepunkt als Reuterholm forderte, dass Ruuth persönlich dem Staat Geld zu zahlen habe. Nach einer juristischen Auseinandersetzung wurde jedoch Ruuths Schuldensumme erheblich reduziert.
Ruuth war von 1792 bis 1796 Generalgouverneur von Schwedisch-Pommern.
Danach widmete sich Ruuth dem Geschäftsleben. Er interessiert sich für Steinkohle-Minen in Schonen. Er wurde unterstützt von Anders Polheimer, der 1793 Kohlevorkommen in Höganäs entdeckte und Ruuths Vormann und Berater wurde. Ein paar Jahre später musste Ruuth aus politischen Gründen seinen Privatkonkurs erklären, blieb aber im Besitz eines Unternehmens in Höganäs, welches bis 1797 als Gustaf IV Adolfs stenkolsgrufva bekannt war; heute als Höganäsbolaget.
Nach Gustav IV. Adolfs Absetzung setzte Ruuth sich dafür ein, dass Gustav von Wasa anstelle von Gustavs III. Bruder Karl XIII. die Macht erhalten sollte. Während der Reichstage 1809–1810, die die 1809 års regeringsform hervorbrachte, setzte sich Ruuth für die gustavianerna ein.
Er wurde Hofmarschall durch die Gunst von Königin Hedwig von Schleswig-Holstein-Gottorf.
Neben seiner politischen Betätigung setzte sich Ruuth auch für die Entwicklung einer schwedischen Käsekultur ein. Er entwickelte mit Pierre Nicolas de Rougemont aus der Schweiz den Herrgårdsost, einen Hartkäse.
Eric Ruuth war dreimal verheiratet: Zuerst mit Gräfin Fredrika Sparre, danach mit Baroness Ebba Ulrica Beata von Rosen und zuletzt mit Elisabeth Charlotta Wahrendorff. Er erhielt 1791 den Königlichen Seraphinenorden und 1805 den Wasaorden. Er war Mitglied der Königlich Schwedischen Akademie der Wissenschaften, Freimaurer und seit 1811 Ritter des Königlichen Ordens Karls XIII:.